# Lagos del Norte
Lagos del Norte ist eine Ortschaft in Uruguay.

## Geographie
Sie befindet sich im Sektor 9 des Departamento Rivera an der Grenze zum Nachbarland Brasilien. Nordwestlich liegen die Departamento-Hauptstadt Rivera und La Pedrera, während in südsüdöstlicher Richtung Paso Ataques zu finden ist.

## Einwohner
Lagos del Norte hatte bei der Volkszählung im Jahr 2011 291 Einwohner, davon 146 männliche und 145 weibliche.
| Jahr | Einwohner |
| ---- | --------- |
| 1963 | 70        |
| 1975 | 12        |
| 1985 | 3         |
| 1996 | 81        |
| 2004 | 178       |
| 2011 | 291       |

Quelle: Instituto Nacional de Estadística de Uruguay